# Denethor de Ossiriand
Denethor es un personaje ficticio de El Silmarillion, obra póstuma del escritor británico J. R. R. Tolkien. Era un elfo hijo de Lenwë, rey de los Elfos Nandorin.
Cuando los Nandor llegaron a los Valles del Anduin, Lenwë los condujo hacia el sur, pero un grupo, comandado por Denethor, se dirigió al oeste, dado el permanente hostigamiento de las bestias de Melkor, no se sabe si a través de las Montañas Nubladas o por el sur; instalándose en las Montañas Azules. Allí comerciaron con los Enanos de Belegost; pero cuando los Orcos los persiguieron, cruzaron las montañas y pidieron ayuda a Thingol; este los protegió y les cedió Ossiriand, la «Tierra de los Siete Ríos» para que allí vivieran, llamándose en adelante los Laiquendi, los Elfos Verdes. 
Denethor murió en la Primera Batalla de las Guerras de Beleriand, cercado en Amon Ereb por los Orcos de Morgoth. Los Elfos Verdes lo lloraron mucho, y desde entonces no volvieron a tener rey alguno.
- Datos: Q1828562